# Daur Tarba
Daur Tarba (abchazsky: Даур Нури-иҧа Ҭарба (Daur Nuri-ipa Tarba)) je abchazský politik, bývalý vicepremiér Abcházie a od roku 2009 předseda strany Jednotná Abcházie což je jedna z největších stran v Abcházii.

## Život
Narodil se v roce 1959 v obci Mokva v okresu Očamčyra. V roce 1977 absolvoval střední školu v Mokvě. Mezi léty 1978–1980 prodělal vojenský výcvik. V letech 1981 až 1986 studoval na právnické fakultě Abchazské státní university a v 1986–1989 působil v Komsomolu a ve stranických orgánech. Od roku 1989 do 1991 studoval v Nižním Novgorodu společensko-politické instituce.
V letech 1996 až 1997 byl generálním ředitelem státního podniku „Abhažleb“. Od roku 1997 do 2002 byl místopředsedou obchodní banky „Universal“. V letech 2002–2005 byl členem Národního shromáždění Parlamentu Abcházie. Od roku 2005 do 4. dubna 2007 působil jako předseda Státního výboru pro řízení státního majetku a jeho privatizaci republiky Abcházie. Od 4. dubna 2007 do 2009 byl předsedou okresu Očamčyra.

## Politika
Od roku 2009 je předsedou politické strany Jednotná Abcházie. V letech 2010 - 2011 byl vicepremiérem Abcházie. Je považován za jednu z největších abchazských politických osobností.
Od 24. srpna 2016 do 21. září 2018 působil jako ministr zemědělství Abcházie.